# Вътрешна срамна артерия
Вътрешната срамна артерия (a. pudenda interna) е една от трите срамни артерии, които се отклоняват от вътрешната хълбочна артерия (a. iliaca interna), като снабдява с кръв външните гениталии. Тя е по-малка при жените, отколкото при мъжете.

## Клонове
Вътрешната срамна артерия се разделя на следните клонове:
- долна ректална артерия (a. rectalis inferior)
- перинеална артерия (a. perinealis)
- задни лабиални клони (жени) и задни скротални клони (мъже)
- артерия на преддверните луковици (жени) и a. bulbi penis, (мъже)
- дорсална артерия на клитора (жени) и дорсална артерия на пениса (мъже)
- дълбока артерия на клитора (жени) и дълбока артерия на пениса (мъже)

Според някои източници уретралната артерия (a. urethralis) е също клон на вътрешната срамна артерия, докато други я считат за клон на перинеалната артерия.